# Schweizerische Zeitschrift für Geschichte
Die Schweizerische Zeitschrift für Geschichte (SZG), mit den Paralleltiteln Revue Suisse d’Histoire und Rivista Storica Svizzera, ist eine wissenschaftliche Zeitschrift mit den Themenbereichen Schweizer Geschichte und Allgemeine Geschichte.
Sie wird von der Schweizerischen Gesellschaft für Geschichte herausgegeben und erscheint im Schwabe Verlag, Basel. Die Artikel erscheinen in einer der Sprachen Deutsch, Französisch und Italienisch mit einem Abstract in einer der anderen Sprachen.
Vorgängerpublikationen waren der Anzeiger für schweizerische Geschichte (1873 bis 1920), das Jahrbuch für schweizerische Geschichte (1876 bis 1920) und die Zeitschrift für Schweizerische Geschichte (1921 bis 1950). Die Zeitschrift erscheint seit 1951 viermal im Jahr.
Alle Artikel ab 1873 sind kostenlos online zugänglich (mit einer einjährigen Sperrfrist).